# Aulacospermum
Aulacospermum es un género de plantas de la familia de las apiáceas. Comprende 37 especies descritas y de estas, solo 24 aceptadas. El originario del Centro de Asia y Europa del este.

## Taxonomía
El género fue descrito por Karl Friedrich von Ledebour y publicado en Flora Altaica 4: 334. 1833. La especie tipo es: Aulacospermum anomalum (Ledeb.) Ledeb.	

## Especies
A continuación se brinda un listado de las especies del género Aulacospermum aceptadas hasta septiembre de 2012, ordenadas alfabéticamente. Para cada una se indica el nombre binomial seguido del autor, abreviado según las convenciones y usos.
- Aulacospermum alaicum Pimenov & Kljuykov
- Aulacospermum anomalum (Ledeb.) Ledeb.
- Aulacospermum darvasicum (Lipsky) Schischk.
- Aulacospermum depressum (Boiss.) Klyuikov, Pimenov & V.N.Tikhom.
- Aulacospermum dichotomum (Korovin) Klyuikov, Pimenov & V.N.Tikhom.
- Aulacospermum dissectum (C.B. Clarke) U. Dhar, Kachroo & Naqshi
- Aulacospermum gonocaulum Popov
- Aulacospermum gracile Pimenov & Kljuykov
- Aulacospermum hirsutulum (C.B. Clarke) Naqshi, U. Dhar & Kachroo
- Aulacospermum ikonnikovii Kamelin
- Aulacospermum multifidum (Sm.) Meinsh.
- Aulacospermum novem-jugum (C.B. Clarke) Kachroo, Naqshi & U. Dhar
- Aulacospermum obtusiusculum (C.B. Clarke) Naqshi, U. Dhar & Kachroo
- Aulacospermum pauciradiatum (Boiss. & Hohen.) Klyuikov, Pimenov & V.N.Tikhom.
- Aulacospermum plicatum Pimenov & Kljuykov
- Aulacospermum popovii (Korovin) Klyuikov, Pimenov & V.N.Tikhom.
- Aulacospermum roseum Korovin
- Aulacospermum roylei (Lindl.) Kachroo, U. Dhar & Naqshi
- Aulacospermum schischkinii V.M.Vinogr.
- Aulacospermum tenuisectum Korovin
- Aulacospermum tianshanicum (Korovin) C.Norman
- Aulacospermum turkestanicum (Franch.) Schischk.
- Aulacospermum vesiculo-alatum Kljuykov, Pimenov & V.N. Tikhom.
- Aulacospermum vesiculosoalatum (Rech.f.) Klyuikov, Pimenov & V.N.Tikhom.